# Henrique Oswald

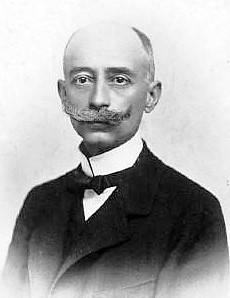
Henrique Oswald (1907)

Henrique Pedro Maria Carlos Luis Oswald (* 14. April 1852 in Rio de Janeiro; † 9. Juni 1931 ebenda) war ein brasilianischer Komponist und Diplomat.

## Leben
Oswald war der einzige Sohn des Schweizer Auswanderers Hans Jakob (Jean-Jacques) Oswald (1805–1878) aus Oberaach und seiner aus Livorno in Italien stammenden Ehefrau Maria Charlotta Louise Oratia Cantagalli (genannt Carlota, 1816–1903). Er erhielt zunächst Klavierunterricht bei seiner Mutter, später bei Gabriel Giraudon und ab 1868 bei Giuseppe Buonamici in Florenz, einem Schüler von Franz Liszt.
Oswald lebte etwa 40 Jahre in Italien, bevor er nach Brasilien zurückkehrte. Sein langer Aufenthalt in Italien ist nicht zuletzt auf eine finanzielle Unterstützung durch den brasilianischen Kaiser Dom Pedro II. zurückzuführen, der Oswald 1871 bei einem Klavierabend in Florenz hörte und ihn etwa 20 Jahre lang unterstützte. Oswald lernte noch Franz Liszt und Johannes Brahms persönlich kennen.
Oswald war auch als Diplomat tätig und als solcher Vizekonsul in Le Havre, Genua und Paris.
1902 gewann Oswald einen groß ausgeschriebenen, von der französischen Tageszeitung Le Figaro geförderten Kompositionswettbewerb mit seinem Klavierwerk Il neige (dt.: Es schneit). Jurymitglieder bei diesem Wettbewerb, an dem etwa 600 Komponisten teilnahmen, waren unter anderem Camille Saint-Saëns, Gabriel Fauré und Louis-Joseph Diémer.
Oswald ging 1903 wieder nach Brasilien und wirkte dort in Rio de Janeiro als Direktor des Instituto Nacional de Música als Nachfolger von Alberto Nepomuceno; auf Einladung des Präsidenten Rodrigues Alvez. Da er sich durch dieses Verwaltungsamt von der Musikwelt entfremdet fühlte, trat er 1906 zurück. In der Folgezeit pendelte Oswald zwischen Brasilien und Europa und war als Lehrer tätig. Zu seinen Schülern zählten z. B. Luciano Gallet, Fructuoso Vianna und Lorenzo Fernandez.
1911 entschied er sich, endgültig mit seiner Familie nach Rio de Janeiro zurückzukehren. Er erhielt am Instituto Nacional de Música eine Professur und bildete eine Generation von Pianisten und Komponisten aus. Er wurde eine der einflussreichsten Persönlichkeiten des brasilianischen Musiklebens.
Neben zahlreichen kammermusikalischen Werken komponierte Oswald drei Opern, eine Sinfonie, ein Klavier- und ein Violinkonzert, Klavierwerke und Lieder.

## Privates
Oswald war seit 1881 mit Laudômia Gasperini (1859–1932), Tochter von Ottavio Gasperini (Direktor am Erziehungsinstitut Florenz) und Maria Bombernard, verheiratet. Sie hatten fünf Kinder, darunter Carlos Oswald (1882–1971, Maler und Graveur in Pétropolis-Rio de Janeiro) und Alfredo Oswald (1884–1972).
Oswald war mit dem Pianisten Arthur Rubinstein befreundet, dessen nichtehelicher Tochter Luli Oswald er sich bereits als Neugeborene annahm und die dann von seiner Tochter Maria und deren Mann Odoardo Marchesini großgezogen und adoptiert wurde.

## Werke (Auswahl)

### Opern
- La Croce d'Oro (Oper, 1872)
- Il Neo (Oper, 1900)
- Le Fate (Oper, 1902)

### Geistliche Musik
- Messe de Requiem

### Konzertante Werke
- Andante und Variationen für Klavier und Orchester
- Konzert für Klavier und Orchester op. 10 (1888)
- Konzert für Violine und Orchester (1888)

### Sinfonische Werke
- Festa für Orchester
- Paysage d'automne für Orchester
- Suite für Orchester (1887)
- Sinfonietta op. 27 (1890)
- Sinfonie op. 43 (1910)

### Kammermusik
- Quintett: Klavierquintett op. 18 (1885)
- Vier Streichquartette
- Drei Klaviertrios, op. 9, op. 45 und Serrana (1907)
- Chant Elegiaque für Violine und Klavier (1904)
- Sonate für Violine und Klavier
- Berceuse für Violoncello und Klavier
- Sonate-Fantaisie für Violoncello-Klavier

### Instrumentalwerke
- Zwei Nocturnes für Klavier op. 6
- Feuilles d'Album (Albumblätter) für Klavier op. 20
- Pièces für Klavier
- Sechs Stücke für Klavier op. 14 (1930)
- Drei Stücke für Klavier op. 23
- Präludium und Fuge für Orgel (1930)
- Variationen über ein Thema von Barrozo Netto für Klavier (1919)
- Langsamer Walzer
- II Neige (dt.: Es schneit)

## Diskografie (Auswahl)

### Klavierwerke
- Documentos da Música Brasileira, Bd. 11: Klavierstücke – Honorina Silva, Klavier (1979, LP Promemus 356.404.013)
- Il Neige !, Walzer op. 25 n ° 1, Noturno op. 14 nº 5, Berceuse, Scherzo-Étude – José Eduardo Martins, Klavier (1979, LP Studium LP 001) - mit Claude Debussy und Tsuna Iwami.
- Klaviermusik – Maria Inês Guimarães, Klavier (1995, Marco Polo 8.223639) OCLC 78063602.
- Bébé s’endort. In: Brasil piano – Luiz de Moura Castro, Klavier (Juni 1989, Ensayo ) OCLC 48264223
- O piano intimista de Henrique Oswald: Machiette op. 2; Variações sobre um tema von Barrozo Netto; Tre Piccoli Pezzi; Wiegenlied – zu Mia Carissima Madre; Study-Scherzo; Studie für die linke Hand; Sechs Stücke, op. 4; Polonaise, op. 34 n o 1 – José Eduardo Martins, Klavier (2010, ABM Digital RF00124) OCLC 891697034
- Klaviermusik – Bras Velloso, Klavier (11.–12. Juni 2012, Naxos 9.70200)
- Brasileiro: Villa-Lobos und seine Freunde. Slow Waltz – Nelson Freire, Klavier (Februar 2012, Decca) OCLC 864655983
- Albumseiten: Klavierwerke – Sergio Monteiro, Klavier (2.–4. Juni 2014, Grand Piano Records GP682) OCLC 1013420259
- Miniaturen d’Oswald – Nahim Marun, Klavier (2016, RTM003)

### Kammermusik
- Documentos da Música Brasileira, Bd. 5: Trio mit Klavier op. 45 - Trio Da Rádio MEC: Anselmo Zlatopolsky, Violine; Iberê Gomes Grosso, Cello; Alceo Bocchino, Klavier (25. November 1958, LP Promemus 3-56-404-001) - mit Bruno Kiefer, Trio.
- Quintett mit Klavier, op. 18 - Conjunto de Música de Câmara de São Paulo: Fritz Jank, Klavier; Gino Alfonsi und Alexandre Sc Chaudmann, Violine; Johannes Oelsner, Bratsche; Calixto Corazza, Cello (1964, LP Chantecler Internacional CMG 1024 / Grandes pianistas brasileiros, Band 11: Fritz Jank MCD Weltmusik MC 022) - LP mit Oscar Lorenzo Fernández, Trio Brasileiro, op. 32 / CD mit Cláudio Santoro, Paulistanas .
- Quarteto Brasileiro - Quarteto Brasileiro da UFRJ (1971 LP CBS) - mit Heitor Villa-Lobos Streichquartett n o 16
- Das Werk für Cello und Klavier - Antônio del Claro, Cello und José Eduardo Martins, Klavier (1983, 2 LP Funarte 3.56.502.001)
- Kammermusik, vol. 1: Quintett mit Klavier, op. 18; Streichquartett, op. 46 - Elias Slon und Jorge Salim, Geigen; Michel Verebes, Bratsche; Kim Cook, Cello und José Eduardo Martins, Klavier (1984, LP BASF 004)
- Trio mit Klavier, op. 9; Sonate in E-Dur op. 36 - Elisa Fukuda, Geige; Antônio del Claro, Cello und José Eduardo Martins, Klavier (April 1987 LP Funarte / Promemus MMB 88,057-1.988 / Acervo Funarte da Música Brasileira n o 34: Henrique Oswald Atração Fonográfica ATR32046) OCLC 40729979
- Das Werk für Violine und Klavier - Paul Klinck, Violine und José Eduardo Martins, Klavier (1995, PKP Produkties PKP 007)
- Brasilien 500: Quintett mit Klavier, op. 18 - Luiz de Moura Castro, Klavier; Quarteto de Brasília: Ludmila Vinecka und Claudio Cohen, Violinen; Glesse Collet, Bratsche; Guerra Vicente, Cello (1999) - mit Luís de Freitas Branco, Quintett.
- Musik für Cello und Klavier: Berceuse; Elegia; Sonate op. 21; Sonaten-Fantasie, op. 44 - duoCERVALI: Milene Aliverti, Cello und Lucia Cervini, Klavier (2001, Apoio FAPESP)
- Sonate für Violine, op. 36, in Musik für Violine aus Brasilien - Claudio Cruz, Violine und Nahim Marun, Klavier (2000, Dynamic CDS354) OCLC 793371953 - mit Villa-Lobos, Miranda und Krieger
- Quintett mit Klavier, op. 26; Sonaten-Fantasie für Cello und Klavier, op. 44; Klavierkonzert op. 10 (Originalkammerversion) - Rubio Quartet, Pascal Smets, Kontrabass, José Eduardo Martins, Klavier (17.–20. Februar 2002, Música de Concerto MC004) OCLC 299922616
- Kammermusik: Komplette Streichquartette, Klavierquartette, Klavierquintett, op. 18, Trio mit Klavier, op. 45; Sonata-Fantasie, op. 44; Élégie für Violine und Klavier - ArsBrasil: Artur Roberto Huf, Samuel Lima, Violinen; André Rodrigues, Bratsche; Valdeci Merquiori, Genua Oliveira, Mauro Brucoli, Renato Oliveira, Celli und Fernando Lopes, Klavier (2010/2011, 3 CDs Ariah Cultural) OCLC 1028641446
- Trio mit Klavier, op. 9 - Brandão-Kiun Trio: Maria Ester Brandão, Violine; Maria Alice Brandão, Cello und Olga Kiun, Klavier (2011, TBK001) - mit Anton Arenski, Trio, op. 32.
- Brasilianische Kammermusik: Trio mit Klavier op. 28; Sonatine für Trio mit Klavier - Katharina Uhde, Violine; Tatjana Uhde, Cello und Michael Uhde, Klavier (2013) - mit Nepomuceno, Mignone, Camargo Guarnieri, Gallet.
- Kammermusik: Quintett, op. 18; Streichquartett, op. 26; Piccolo-Trio für Violine, Cello und Klavier; Élégie für Cello und Klavier; Canto elegíaco für Violine und Klavier - Eduardo Monteiro, Klavier; Betina Stegmann und Nelson Rios, Geigen; Marcelo Jaffé, Bratsche; Robert Suetholz, Cello (2013, LAMI 012)
- Quartett mit Klavier, op. 26 °; Quintett mit Klavier, op. 18* - Ricardo Castro, Klavier; Quarteto OSESP: Emmanuele Baldini und Davi Graton, Violinen; Peter Pas ° und Cláudio Cruz *, Bratschen; Johannes Gramsch, Cello (2009/2011, OSESP Selo Digital)
- Metapher: Werke für Kontrabass und Klavier: Sonate für Cello, op. 21 in e-Moll transponiert, Proto - Marcos Machado, Kontrabass; Ney Fialkow, Klavier (Dezember 2014, Blue Griffin BGR369) OCLC 911355667 - mit Boccherini, Sallinen, Beethoven.

### Orchesterwerke
- Sinfonie, op. 43 - Orquestra Sinfônica Brasileira, Edoardo de Guarnieri (1958/1969, LP Festa IG 79.021 / LDR-5.016)
- In einem Traum; Andante con variazioni für Klavier und Orchester - Eduardo Monteiro, Orquestra Sinfónica da Escola de Música da UFRJ, André Cardoso (2003, UFRJ Música) - mit Leopoldo Miguez, Suíte à Antiga, op. 25 usw.
- Klavierkonzert - Artur Pizarro, Klavier; BBC National Orchestra of Wales, Dirigent: Martyn Brabbins (2014, Hyperion CDA67984) ( OCLC 937898791 ) - mit Alfredo Napoleão.

### Vokalwerke
- Geistliche Musik: Misse de Requiem; 6 Motetten - Calíope (pt), Julio Moretzsohn (2006, Rádio MEC rm 00026) - mit Alberto Nepomuceno.